# フレネルの式
フレネルの式（フレネルのしき、英: Fresnel equations）は、フランスの物理学者であるオーギュスタン・ジャン・フレネルが導いた、界面における光のふるまい（反射・屈折）を記述する式である。フレネルの公式、フレネルの方程式、フレネルの関係式などとも呼ばれる。

## 定義
光は、屈折率が異なる物質間の界面に入射すると、一部は反射し、一部は透過（屈折）する。このふるまいを記述するのがフレネルの式である。電場の振幅反射率・振幅透過率を表す式をフレネルの式と呼ぶことが多いが、エネルギー反射率・透過率を表す式をフレネルの式と呼ぶこともある。また、電場の振幅反射率・振幅透過率をフレネル係数と呼ぶこともある。いずれの場合も、p波(TM波、E波、垂直偏波、平行偏波)とs波 (TE波、H波、水平偏波、直交偏波)とに分けて記述される。

## 導出・表式・計算例
以下の計算では、入射側・透過（屈折）側両方の媒質が透明な等方性の誘電体であり、かつ、透磁率 {\displaystyle \mu }が{\displaystyle \mu =\mu _{0}}である（すなわち屈折率 {\displaystyle n} が{\displaystyle n={\sqrt {\frac {\epsilon }{\epsilon _{0}}}}}と表される）ことを想定する。
振幅反射率・振幅透過率は、
- 電場の界面に平行な成分が、界面の両側で等しい
- 磁場の界面に平行な成分が、界面の両側で等しい

という境界条件が任意の場所・時間で成り立つように、反射波・透過波（屈折波）の振幅を求め、入射波の振幅によって規格化することによって導出される。なお、「界面の両側で等しい」とは、「入射光と反射光の和」と「透過光」とで等しいということである。
この境界条件を満たすためには、入射波・反射波・透過波それぞれの波動ベクトルの境界面に水平な成分が等しいことが必要となる。これから、反射角は入射角αに等しいという反射の法則、屈折角βに関しては{\displaystyle n_{1}\sin \alpha =n_{2}\sin \beta }という スネルの法則が導かれる。ただし、n1 、n2 はそれぞれ入射側、透過側の屈折率である。
これらを使ってさらに計算すると、電場の振幅反射率・振幅透過率に関するフレネルの式が得られる。p波の振幅反射率をrp 、振幅透過率をtp 、s波の振幅反射率をrs 、振幅透過率をtsとすると、
{\displaystyle t_{p}={\frac {2n_{1}\cos {\alpha }}{n_{2}\cos {\alpha }+n_{1}\cos {\beta }}}={\frac {2\sin {\beta }\cos {\alpha }}{\sin {(\alpha +\beta )}\cos {(\alpha -\beta )}}}}
{\displaystyle r_{p}={\frac {n_{2}\cos {\alpha }-n_{1}\cos {\beta }}{n_{2}\cos {\alpha }+n_{1}\cos {\beta }}}={\frac {\tan {(\alpha -\beta )}}{\tan {(\alpha +\beta )}}}}
{\displaystyle t_{s}={\frac {2n_{1}\cos {\alpha }}{n_{1}\cos {\alpha }+n_{2}\cos {\beta }}}={\frac {2\sin {\beta }\cos {\alpha }}{\sin {(\alpha +\beta )}}}}
{\displaystyle r_{s}={\frac {n_{1}\cos {\alpha }-n_{2}\cos {\beta }}{n_{1}\cos {\alpha }+n_{2}\cos {\beta }}}=-{\frac {\sin {(\alpha -\beta )}}{\sin {(\alpha +\beta )}}}}
と求められる。ただし、これらの符号は、定義によって異なることがある。
光のエネルギーは電場の振幅の二乗に比例するため、エネルギー反射率 R 及びエネルギー透過率 T に関するフレネルの式は、振幅の2乗から求められる。ただし、T を求める際には、入射側と透過側との屈折率の違いによる係数及び角度変化に起因する係数が掛かる。これを考慮すると、最終的に
{\displaystyle T_{s,p}={\frac {n_{2}}{n_{1}}}{\frac {\cos \beta }{\cos \alpha }}t_{s,p}^{2}={\frac {\tan \alpha }{\tan \beta }}t_{s,p}^{2}}
{\displaystyle R_{s,p}=r_{s,p}^{2}}
となる。エネルギー反射率・透過率の計算例を図に示す。
ここで、 rp が0となる角 α をブリュースター角と呼ぶ。逆に、rs 、rp 共に1となる、すなわち入射光が全て反射される現象を全反射と呼び、全反射を起こす最も小さな角度を臨界角と呼ぶ。全反射は{\displaystyle n_{1}>n_{2}}のときに起きる現象である。

## コンピュータグラフィックスにおける近似式
偏光されていない光に対するFresnelの反射係数Frの近似式が、Schlickによって導かれた。
{\displaystyle F_{r}\left(\theta \right)\approx F_{0}+\left(1-F_{0}\right)\left(1-\cos \theta \right)^{5}}
ここで、{\displaystyle F_{0}} は垂直入射の時のFresnel反射係数の実部である。